# Guy Laramée
Guy Laramée, né en 1957 à Montréal, est un sculpteur et artiste multidisciplinaire canadien.

## Biographie
Reconnu pour ses livres sculptés sous forme de paysages. Il détient un baccalauréat interdisciplinaire (2000) et une maîtrise en anthropologie de l’Université Concordia (2002), ainsi que d’une maîtrise en arts visuels de l’Université du Québec à Montréal (2004). En plus d’avoir œuvré dans divers domaines tels que la direction théâtrale et la composition musicale (comme membre du collectif TUYO), il présente son travail en arts visuels lors d’expositions individuelles et collectives au Canada, aux États-Unis, en Belgique, en France, en Allemagne, en Suisse, au Japon et en Amérique latine.
En outre, son projet BIBLIOS lui a valu une reconnaissance nationale et internationale (avec des diffusions à New York, Boston, Toronto, Montréal et Québec). L’artiste a présenté plusieurs expositions solos et collectives dont Le Nuage d’inconnaissance à la Biennale nationale de sculpture contemporaine (Trois-Rivières) en 2008, à la Toronto International Art Fair de 2007 à 2009 et à la Grande Bibliothèque pour l’exposition d’ouverture en 2005. Plus récemment, son travail a été retenu pour l’exposition Fait Main / Hand Made au Musée national des beaux-arts du Québec (2018), qui réunissait artisanat, savoir-faire et folklore, des notions qui reprennent le haut du pavé de l’art contemporain et qui bousculent les principes de hiérarchie dans l’art contemporain et le système des beaux-arts.
Ses œuvres font notamment partie des collections de la Bowdoin College Library (Maine), de Bibliothèque et Archives nationales du Québec (Montréal), du Museum of Art and Design (New York) et du Musée national des beaux-arts du Québec (Québec). De nombreuses collections privées au Canada et à l’étranger possèdent de ses oeuvres, dont celle de Bennet Jones (Toronto) et de Allan Chasanoff, qui fait aujourd’hui partie de la Yale University Art Gallery. Laramée vit et travaille à Montréal. Il est représenté par la galerie Jayne H. Baum à New York.